# Castello di Bioul
Il castello di Bioul (in francese château de Bioul) è un castello della provincia di Namur in Belgio, situato nel villaggio di Bioul (Regione vallone).

## Storia

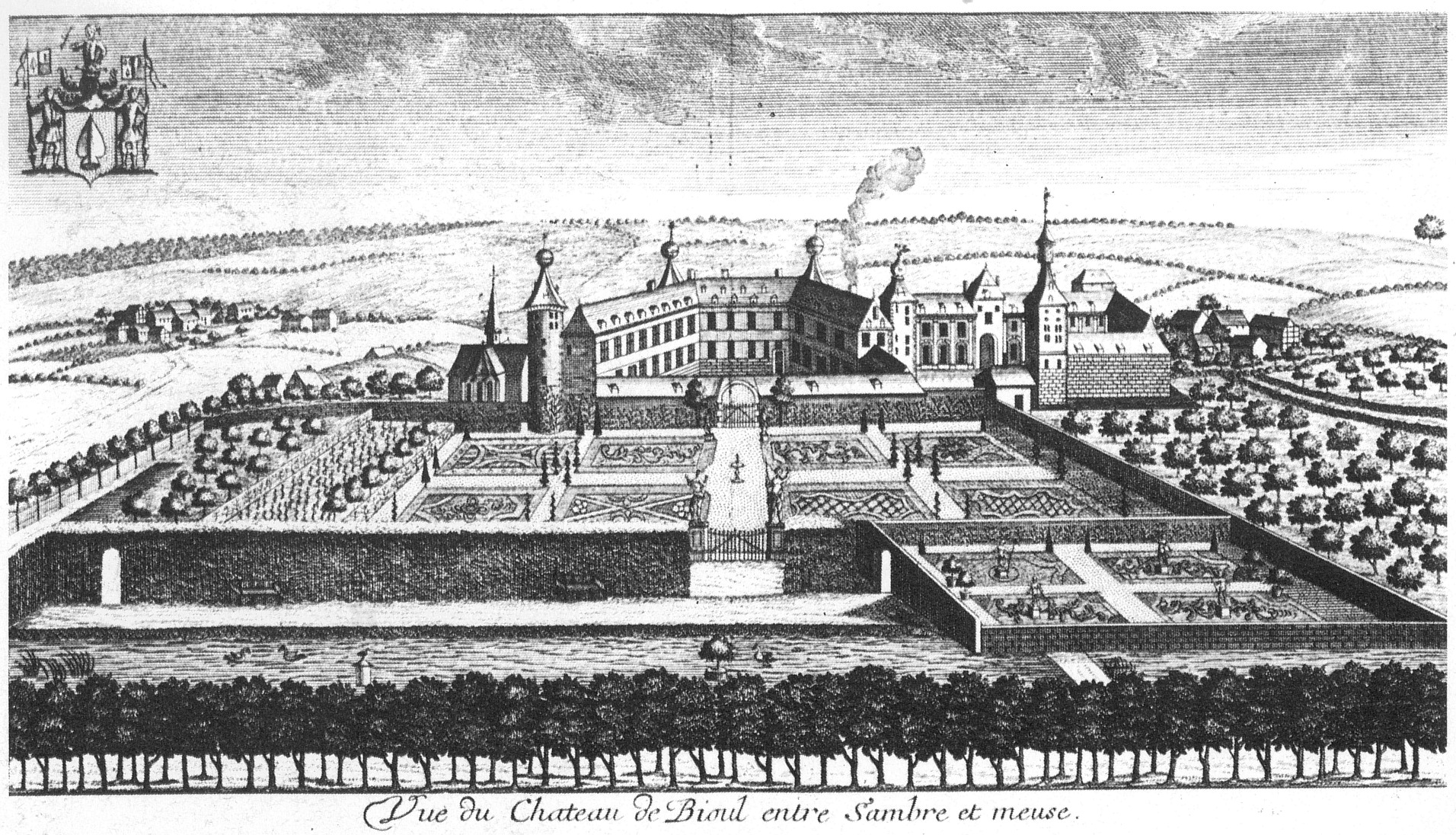
Incisione raffigurante il castello di Bioul nel 1744.

Il castello feudale, con torri e fossati, fu di proprietà della famiglia d'Orbais dall'XI al XIII secolo.
La prima citazione del castello è del 1343, quando ne era proprietario Gilles Jauche.
Nel 1454, subì un violento attacco da parte dell'esercito di Dinant.
Nel XVI secolo la proprietà del castello passò al casato di Brandeburgo, che la mantenne fino al principio del XVIII secolo.
Nel 1523 Thierry Brandeburg fece edificare un lussuoso castello al posto del castello feudale ormai in rovina.
Tra il 1708 e il 1870, le famiglie de Bilquin e de Moreau ne ebbero il possesso. Guillaume-Nicolas de Moreau fece restaurare il castello e il parco nel 1776. La famiglia Moretus-Plantin l'acquistò nel 1870. Infine, nel 1896, fu acquistato dagli ultimi proprietari, i Vaxelaire.
François Vaxelaire, che nel 1860 aveva fondato i Grandi magazzini Au Bon Marché, fece effettuare dagli architetti Edmond Franken-Willemaers e Léon Cabarche dei grandi lavori di ampliamento nel rispetto dello stile del XVI secolo. Nel 1920, dopo la morte di François Vaxelaire, il castello fu ereditato dai suoi figli, il barone Raymond Vaxelaire e lo scrittore Georges Vaxelaire.
Il figlio di Raymond, il barone François Vaxelaire, presidente del Gruppo GIB e vicepresidente dell'Esposizione universale di Bruxelles del 1958, nel 1956 intraprese importanti lavori di restauro dopo che lo ebbe ereditato.
Per tali lavori si appoggiò all'architetto paesaggista René Pechère.